# Ident
Un ident, parfois appelé identifiant visuel, est la pratique des stations de radio et de télévision et des réseaux de s’identifier en direct, typiquement au moyen d’un nominatif ou d’une marque. Cela peut être fait pour répondre aux exigences des autorités de délivrance des licences, d’une forme de marque ou d’une combinaison des deux. En tant que tel, il est étroitement lié aux logos de production utilisés à la fois à la télévision et au cinéma.
L’ident était fait régulièrement par un annonceur à mi-parcours lors de la présentation d’une émission télévisée, ou entre les émissions.
Un exemple des idents sont ceux de l’homme masqué, diffusés sur la chaîne de télévision suisse en langue italienne TSI de 1993 à 1997,.